# Reidar Horghagen
Reidar Horghagen (ur. 7 maja 1971), znany również jako Horgh – norweski perkusista blackmetalowy, znany z występów w Hypocrisy i Immortal. Horgh dołączył do Immortal w 1996. To właśnie on przejął obowiązki Abbatha, który w partie każdego z instrumentów nagrywał sam. Swoje pierwsze partie Horgh nagrał na album Blizzard Beasts.

## Dyskografia
Immortal
- Blizzard Beasts (1997, Osmose Productions)
- At the Heart of Winter (1999, Osmose Productions)
- Damned in Black (2000, Osmose Productions)
- Sons of Northern Darkness (2002, Nuclear Blast)
- All Shall Fall (2009, Nuclear Blast)

Hypocrisy
- Virus (2005, Nuclear Blast)
- A Taste of Extreme Divinity (2009, Nuclear Blast)

Grimfist
- Ghouls of Grandeur (2003, Candlelight Records)